# Хуан Боселлі
Хуан Мануель Боселлі Граф (ісп. Juan Manuel Boselli Graf, нар. 9 листопада 1999, Монтевідео, Уругвай) — уругвайський футболіст, нападник російського клубу «Нижній Новгород».

## Ігрова кар'єра

### Клубна
Хуан Боселлі народився в Монтевідео і є вихованцем столичного клубу «Дефенсор Спортінг». 25 лютого 2017 року нападник дебютував у чемпіонаті Уругваю. В подальшому, не маючи постійного місця в основі «Дефенсора», Боселлі для підтримання ігрової практики грав в оренді в ряді клубів. У 2019/20 роках Боселлі грав в оренді у бразильських клубах «Атлетіку Паранаенсі» та «Америка Мінейру». Також в сезоні 2020/21 нападник грав за дублюючий склад іспанського «Кадіса».
Влітку 2021 року Боселлі на правах оренди приєднався до португальської «Тондели». 13 вересня нападник провів першу гру в чемпіонаті Португалії. Через рік, після завершення терміну оренди, Боселлі залишився в Португалії і підписав трирічний контракт з місцевим клубом «Жил Вісенте».
В клубі нападник відіграв один сезон і влітку 2023 року перейшов до російського «Нижнього Новгорода», з яким підписав контракт на три роки. 15 вересня у грі проти московського «Динамо» Боселлі дебютував у російському чемпіонаті. 12 травня 2025 року нападник відзначився покером у воротах самарських «Крил Рад».

### Збірна
У 2017 році в складі молодіжної збірної Уругваю Хуан Боселлі брав участь у молодіжному чемпіонаті світу 2017 року в Південній Кореї. На турнірі футболіст зіграв чотири матчі.
У 2019 році Боселлі грав на молодіжному чемпіонаті Південної Америки в Чилі, де його команда посіла третє місце.

## Титули
Уругвай (U-20)
 Бронзовий призер чемпіонату Південної Америки: 2019